# Depoe Bay
Depoe Bay je malé město v okrese Lincoln County v americkém státě Oregon. Podle údajů z roku 2000 má 1174 obyvatel. Městečko na pobřeží Tichého oceánu je známé zejména díky svému přístavu, který je označován za nejmenší na světě (24 000 m²).

## Externí odkazy

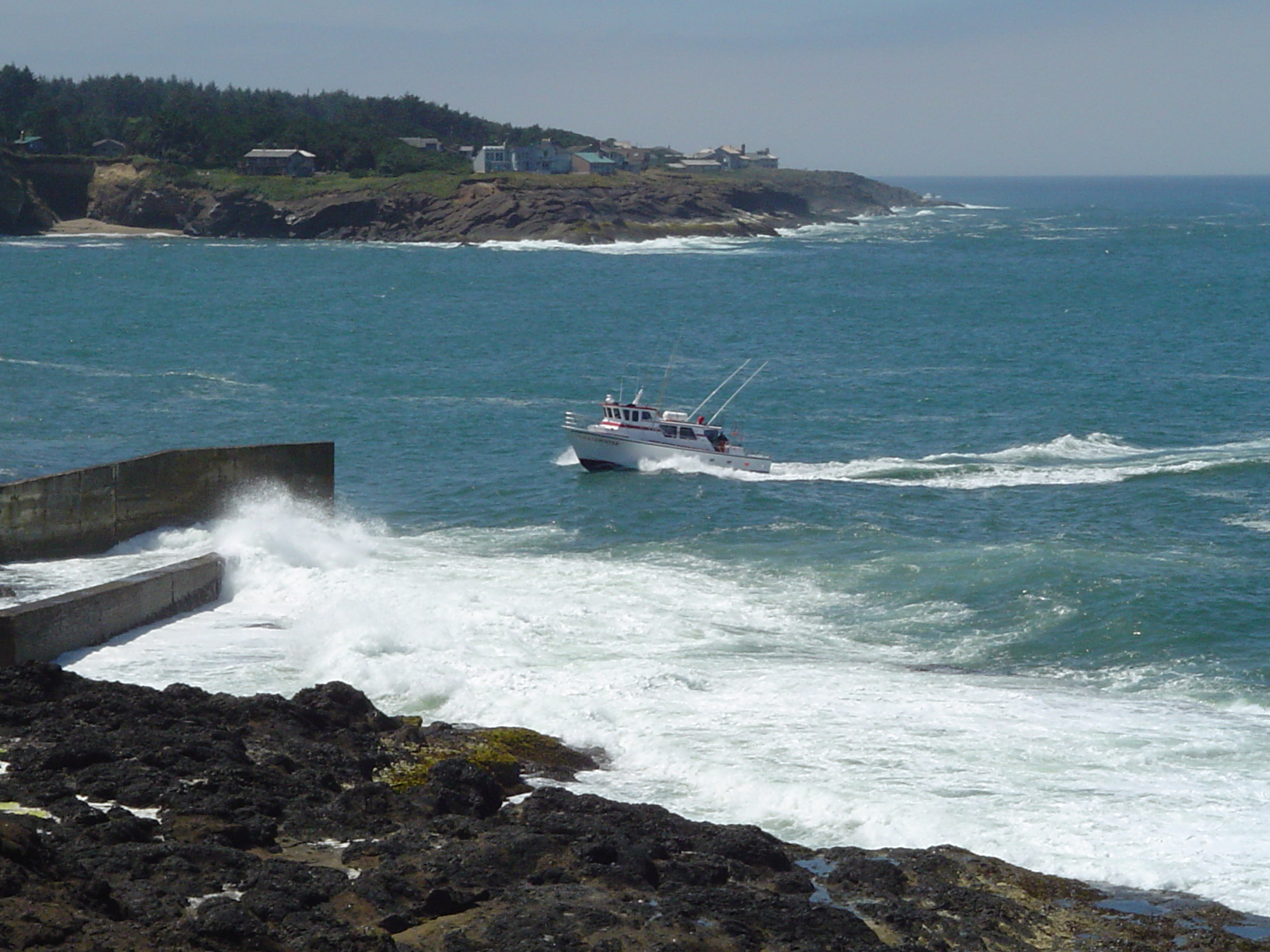
zátoka Tichého oceánu v Depoe Bay